# داود دانش‌جعفری
داود دانش‌جعفری (زاده ۱۳۳۳ در تهران) سیاست‌مدار و اقتصاددان ایرانی، مشاور عالی رئیس کل بانک مرکزی از ۱۰ دی ۱۴۰۲ و از اعضای مجمع تشخیص مصلحت نظامو دبیر کمیسیون اقتصاد کلان مجمع است. دانش‌جعفری عضو هیئت علمی و استاد دانشکده اقتصاد دانشگاه علامه طباطبایی است. او همچنین رئیس هیئت عامل صندوق توسعه حمل و نقل کشور از خرداد سال ۱۴۰۰ است که با هدف تأمین مالی برای سرمایه‌گذاری در توسعه بخش حمل و نقل کشور تأسیس شده‌است.
وی از سال ۱۳۸۴ تا ۱۳۸۷ وزیر امور اقتصادی و دارایی دولت نهم بود و سرانجام استعفا داد. دانش‌جعفری در دولت یازدهم، مشاور عالی وزیر بهداشت و نماینده تام‌الاختیار وزارت بهداشت در هیئت نظارت بر سازمانهای مردم‌نهاد است. او همچنین عضو هیئت نظارت سازمان بیمه سلامت ایرانیان و معاون اقتصادی دبیرخانه شورای عالی امنیت ملی است.
دانش‌جعفری در سال ۱۳۵۸ مدرک کارشناسی مهندسی عمران خود را از دانشکدهٔ مهندسی دانشگاه کشمیر هند کسب نمود. وی سپس در سال ۱۳۷۱ در رشته کارشناسی ارشد اقتصاد فارغ‌التحصیل شد. دانش‌جعفری دکترای خود را سال ۱۳۸۰ از دانشکده اقتصاد دانشگاه علامه طباطبایی کسب نمود. وی از فرمانده کل قوا به دلیل فعالیت‌های مهندسی مرتبط با رفع محاصره آبادان (عملیات ثامن‌الائمه) نشان فتح اخذ نموده‌است. او همچنین به زبان انگلیسی تسلط و با زبان‌های هندی و عربی و ترکی آشنایی دارد. دانش‌جعفری در سال ۱۳۷۴ به عنوان مدیر اجرایی نمونهٔ کشوری انتخاب شده‌است.
داود دانش‌جعفری در سال ۱۳۷۵ در دوره پنجم مجلس شورای اسلامی به عنوان نماینده تهران، ری، شمیرانات و اسلامشهر برای اولین بار وارد مجلس شورای اسلامی شد و در دوره هفتم در سال ۱۳۸۳ برای بار دوم به عنوان نماینده مردم تهران، ری، شمیرانات و اسلامشهر به مجلس شورای اسلامی راه یافت و در این دوره ریاست کمیسیون اقتصادی مجلس را عهده‌دار بود تا در سال ۱۳۸۴ که از سوی محمود احمدی‌نژاد برای تصدی وزارت امور اقتصاد و دارایی به مجلس معرفی شد.

## وزارت امور اقتصاد و دارایی
محمود احمدی‌نژاد در تاریخ ۲۳ مرداد ۱۳۸۴ وی را برای تصدی وزارت امور اقتصاد و دارایی به مجلس معرفی کرد وی با ۲۱۶ رای به سمت وزارت اقتصاد دولت احمدی‌نژاد رسید.
اما زمزمه جدایی او از دولت همراه با مصطفی پورمحمدی وزیر کشور در اوایل سال ۱۳۸۷ به گوش رسید؛ در شرایطی که صندوق بین‌المللی پول در گزارش خود اعلام کرد که ایران رتبه اول خاورمیانه از لحاظ تورم و رتبه پنجم جهان است. نشریه اکونومیست هم از کاهش رشد اقتصادی ایران به ۵/۴ درصد خبر داد.
گرچه غلامحسین الهام در اولین مصاحبه مطبوعاتی خود در سال ۱۳۸۷ خبر تغییرات در کابینه را دروغ سیزده دانسته‌بود که توسط مطبوعات کمی دیرتر منتشر شد. اما طی روزهای بعد حضور کمرنگ دانش‌جعفری و لغو نطق تلویزیونی احمدی‌نژاد بیش از پیش بر آن صحه گذارد. از صمصامی به عنوان جایگزین احتمالی دانش‌جعفری نام برده شد.
سرانجام در تاریخ ۱۶ مرداد ۱۳۸۷ با رأی اعتماد مجلس شورای اسلامی به سید شمس‌الدین حسینی، دانش‌جعفری رسماً جای خود را به او داد.

## سمت‌های دانش‌جعفری در دولت یازدهم
حسن هاشمی، وزیر بهداشت دولت یازدهم ایران، در اولین روز کاری سال ۱۳۹۲، داود دانش‌جعفری را به عنوان نماینده تام‌الاختیار وزارت بهداشت در هیئت نظارت بر سازمانهای مردم‌نهاد معرفی کرد. همچنین، دانش‌جعفری از فروردین ۱۳۹۳، از سوی علی ربیعی، وزیر تعاون، کار و رفاه اجتماعی به عنوان عضو هیئت نظارت سازمان بیمه سلامت ایرانیان منصوب کرد.